# Etoumbi
Etoumbi – miasto w regionie Cuvette-Ouest w północno-zachodniej części Konga. Większość jego mieszkańców utrzymuje się z myślistwa w okolicznych lasach.
W Etoumbi miały miejsce cztery epidemie wirusa Ebola, które prawdopodobnie spowodowało jedzenie mięsa martwych zwierząt znalezionych w lesie. W 2003 podczas epidemii zginęło 120 osób. W maju 2005 Etoumbi poddane zostało kwarantannie z powodu kolejnych przypadków choroby.